# Yves Vargas
Pour les articles homonymes, voir Vargas.
Yves Vargas est un professeur agrégé de philosophie et philosophe français né le 6 juillet 1945. Influencé par la théorie marxiste, il s'intéresse particulièrement à la philosophie de Jean-Jacques Rousseau et aux questions du peuple et de la démocratie.

## Biographie

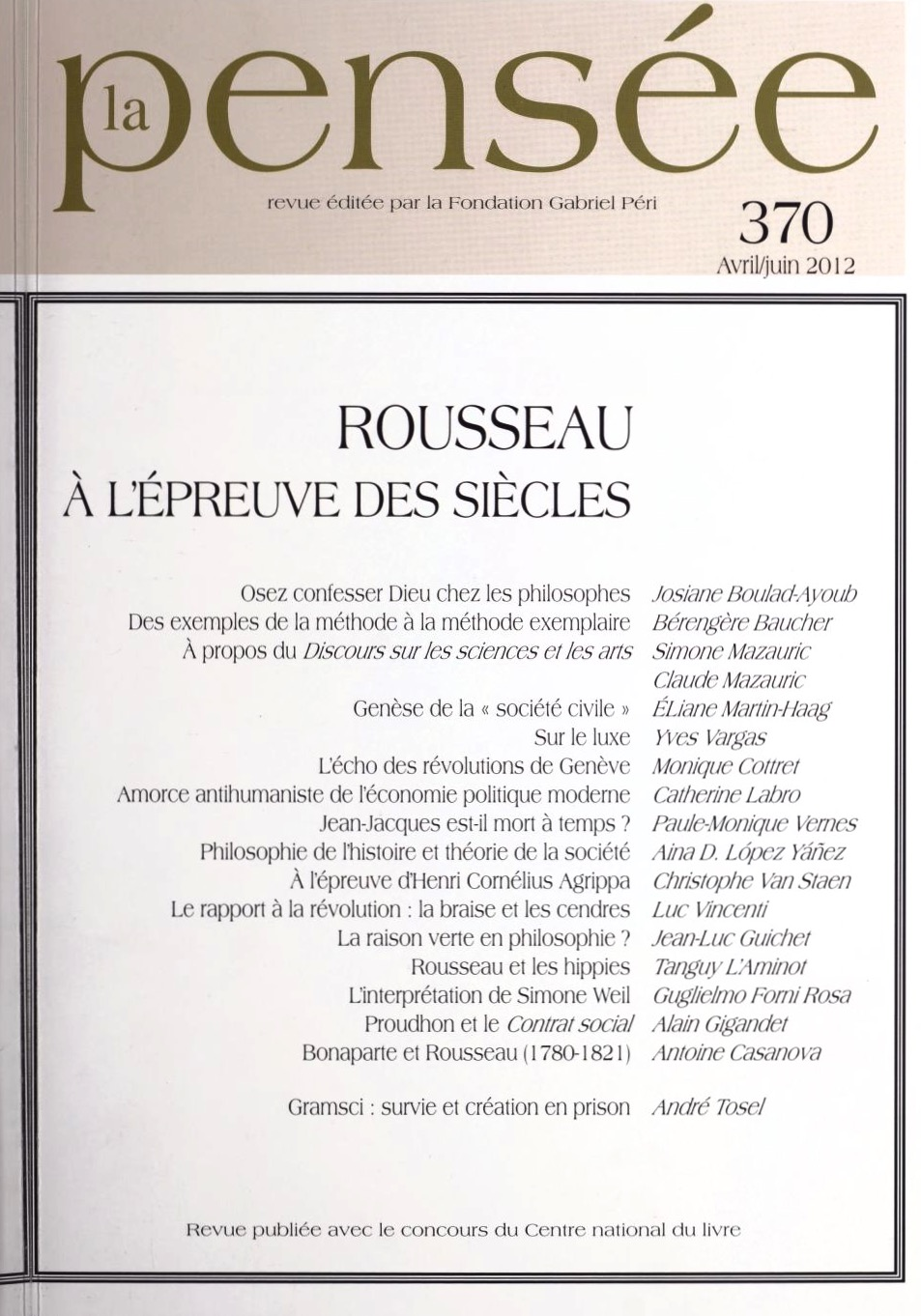
Revue La Pensée, avril-juin 2012.

Yves Vargas est né le 6 juillet 1945. Il a été élève à Marseille, au lycée Thiers de 1956 à 1962, puis en classe de terminale au lycée Marcel Pagnol, de 1962 à 1963[réf. nécessaire].
Agrégé de philosophie en 1972, il a été professeur aux lycées Marie de Champagne (1973-1976) puis Chrestien de Troyes à Troyes (1976-1980) et Henri Moissan à Meaux (1980-1995)[réf. nécessaire].
Il a ensuite co-fondé et co-dirigé la collection « Philosophies » aux P.U.F.

## Engagement politique
Il adhère au Parti communiste français (PCF) en novembre 1962 et en reste membre pendant plus de trente ans. Il a été rédacteur à La Marseillaise (quotidien communiste des Bouches-du-Rhône) de 1963 à 1966, puis à La Vie ouvrière de 1969 à 1970.
À la fin des années 1970, il entre dans un rapport critique à l'égard de la ligne officielle du P.C.F., comme de nombreux militants et intellectuels de ce parti. Il publie avec Gérard Molina, agrégé de philosophie et ancien dirigeant de l'Union des étudiants communistes (U.E.C.), un ouvrage démontrant les contradictions internes du P.C.F. et installant la critique sur le terrain directement politique et non plus seulement théorique comme le faisait le philosophe Louis Althusser. Par la suite, Yves Vargas et Gérard Molina créent la collection « Débats communistes » aux éditions Maspéro en 1979.

## Engagement anti-impérialiste
Yves Vargas est l'un des fondateurs de l'association « anti-impérialiste » L'Appel franco-arabe, avec le neurologue tunisien Sliman Doggui, au moment de la Guerre du Golfe. 
En 1999, il signe pour s'opposer à la guerre en Serbie la pétition « Les Européens veulent la paix », initiée par le collectif Non à la guerre.

## Publications

### Ouvrages politiques
- Dialogue à l'intérieur du Parti communiste français, avec Gérard Molina, Maspéro, 1978.
- Telles luttes, telle école. Le P.C.F. et l'école, 1944-1978, Maspéro, 1979.
- Soudan. Pour une paix véritable au Darfour, avec Bruno Drweski et Sliman Doggui, Le Temps des Cerises, 2005.
- Irak, la résistance a la parole, avec Sliman Doggui, René Lacroix, Toufik Helali et Bruno Drweski, Le Temps des Cerises, 2008.

### Ouvrages philosophiques
- Rousseau, Économie politique (1755), P.U.F., collection "Philosophies", 1986.
- Sur le sport, P.U.F., collection "Philosophies", 1992.
- Introduction à l’Émile de Jean-Jacques Rousseau, P.U.F., collection "Philosophies", 1995.
- Rousseau, l'énigme du sexe, P.U.F., collection "Philosophies", 1997.
- Les Promenades matérialistes de Jean-Jacques Rousseau, Le Temps des Cerises, coll. "Matière à pensées", 2005.
- Jean-Jacques Rousseau : l'avortement du capitalisme, éd. Delga, 2014.
- Sport et philosophie, Le Temps des Cerises, 2015.
- La souffrance animale. regards sur la peinture flamande, éd. Fiacre, 2016.

### Direction d'ouvrages
- De la puissance du peuple, tome 1 : La démocratie de Platon à Rawls , Le Temps des Cerises, coll. "Matière à pensées", 2000.
- De la puissance du peuple, tome 2 : La démocratie chez les penseurs révolutionnaires, Le Temps des Cerises, coll. "Matière à pensées", 2002.
- De la puissance du peuple, tome 3 : La démocratie, concepts et masques - Dictionnaire, Le Temps des Cerises, coll. "Matière à pensées", 2007.
- De la puissance du peuple, tome 4 : Conservateurs et réactionnaires, le peuple mis à mal, Le Temps des Cerises, coll. "Matière à pensées", 2010.
- De la puissance du peuple, tome 5 : Peuples dominés, peuples dominants, Le Temps des Cerises, coll. "Matière à pensées", 2014.

### Publication de texte
- Althusser, Cours sur Rousseau (1972), Le Temps des cerises, 2012.

### Articles
- L'unité du rousseauisme, La Pensée, décembre 1992, p. 101-114.
- Jean-Jacques Rousseau, la vertu, conférence au Comité Jean-Jacques Rousseau, Paris IV-Sorbonne, 25 avril 1998.
- Le combat communiste des intellectuels, Nouvelles Fondations, 3/2006 (n° 3-4), p. 120-126.
- Rousseau, les paysans et la monnaie, colloque international Jean-Jacques Rousseau, anticipateur ou retardataire ?, Uqam (Université du Québec à Montréal), juin 1998.
- Althusser-Rousseau : aller-retour, in 'Études Jean-Jacques Rousseau, no 13, éd. Musée Jean-Jacques Rousseau, Montmorency, 2003 ; actes du colloque Rousseau et la critique contemporaine, mars 2000.
- Marx et Engels lecteurs de Rousseau, colloque Jean-Jacques Rousseau et l’essor des sciences sociales au XIXe siècle, Bologne, 11-13 mars 2004, publié sous le titre Rousseau dans le XIXe siècle : politique, religion, sciences humaines par le Musée de Montmorency, 2007.
- La propriété, imposture et droit sacré, in Rousseau et la propriété, éd. Slatkine, Genève, 2014, p. 13-26.